# Ferocactus pilosus

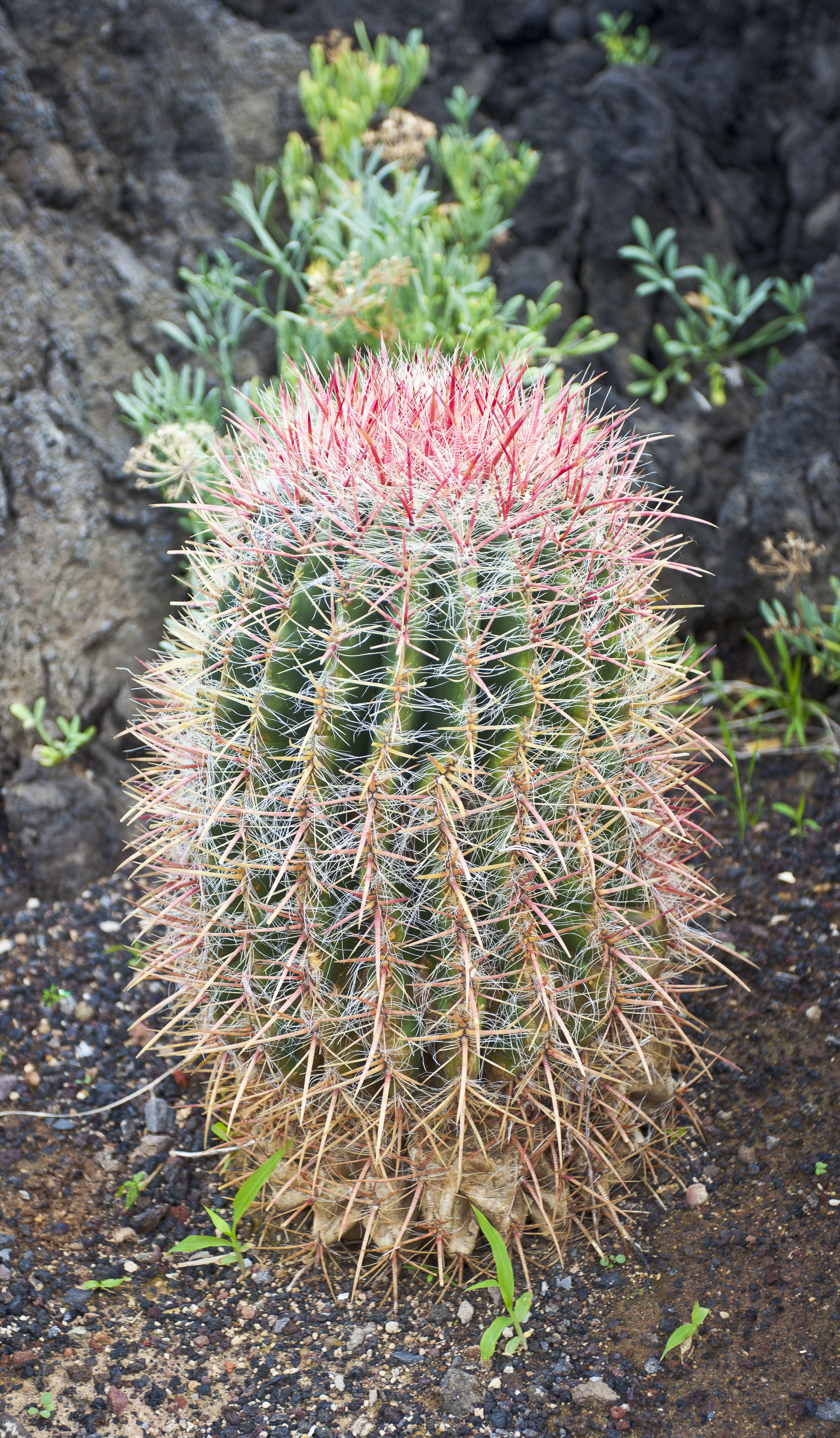
Detalle.

Ferocactus pilosus es una biznaga de la familia de las cactáceas del orden Caryophyllales. Es endémica del norte y centro de México. Ferocactus: es el nombre genérico que deriva del adjetivo en latín "ferus" = "salvaje" , "indómito" y "cactus", para referirse a las fuertes espinas de algunas especies. La palabra latina ‘pilosus’ es por sus cerdas pilosas. Tiene varios nombres comunes: biznaga de lima, biznaga barril de lima, barril de fuego mexicano, biznaga cabuchera, biznaga colorada, biznaga de lima, biznaga roja, cabuches, limón de biznaga, y pochas.

## Descripción
Es descrita como una planta simple y con la edad cespitosa, con tallos cilíndricos de 50 hasta 300 cm de alto y 30 a 60 cm de diámetro, de color verde; presenta 13 a 20 costillas, no tuberculadas en los adultos. Las areolas cuando jóvenes son ovales con la edad confluentes, tienen 4 a 9 espinas indiferenciadas, 4 se disponen en cruz, las otras, más cortas, se disponen por arriba y por debajo de las cuatro centrales; todas las espinas son subuladas, anuladas, rojas, amarillas o de ambos colores; cerdas marginales radiadas alrededor de la areola, a veces ausentes, cuando presentes torcidas, y de color blanco. Las flores son de 4 cm de largo, por las espinas no abren del todo, amarillas o rojas. El fruto es ovoide, cubierto de brácteas, de color amarillo, y comestibles. Las semillas son ovoides, foveoladas, negras o pardo claras.

## Distribución
Es endémica de la parte norte de la Sierra Madre Oriental y el desierto de Chihuahua, en los estados de Coahuila, Durango, Nuevo León, San Luis Potosí, Tamaulipas, y Zacatecas en México.

## Ambiente
Se desarrolla de los 1000 a 2400 m s. n. m., en laderas y planicies con suelos calizos y aluviales, principalmente en matorrales xerófilos.

## Estado de conservación
La especie se propone en Protección Especial (Pr) en el Proyecto de Modificación de la Norma Oficial Mexicana 059-2015. En la lista roja de la UICN se considera como de preocupación menor (LC). En CITES se valora en el Apéndice II.